# Paws Land
Paws Land (în chineză: 毛家) este un documentar din 2024 despre Hong Kong, regizat de Au Cheuk-man. Filmul are o durată de 107 minute și a avut premiera pe 27 octombrie 2024 la Festivalul de Film Asiatic din Hong Kong. Documentează eforturile de salvare ale organizației locale non-profit pentru protecția animalelor, Paws Guardian Rescue Shelter, din 2019 până în 2023, dezvăluind realitățile dure cu care se confruntă animalele fără stăpân din Hong Kong. Filmul a fost lansat pe 10 iulie 2025, în cinematografele din Hong Kong.

## Rezumat
Pentru oameni, casa este un refugiu cald; pentru animalele vagaboande, însă, este un vis îndepărtat și adesea inaccesibil. Paws Land urmărește o călătorie de patru ani, documentând viețile a peste 40 de câini vagaboanzi care au fost abandonați sau abuzați și drumurile lor către a primi tratament medical, adăpost temporar și, în cele din urmă, adopție. Filmul arată că, din cauza unor probleme precum aspectul fizic sau starea de sănătate, multe animale nu au reușit să găsească cămine permanente - doar patru dintre câinii prezentați au fost adoptați cu succes. Acest lucru evidențiază imensele provocări și neputința cu care se confruntă domeniul protecției animalelor, în special în contextul resurselor limitate și al slabei conștientizări a publicului.
Structurat într-un format segmentat, documentarul prezintă povești individuale din spatele fiecărei salvări. Acesta portretizează procesul de adaptare dintre animalele adoptate și noile lor familii, confruntându-se totodată cu realități dure - cum ar fi tratamentele eșuate și animalele care îmbătrânesc și mor în adăposturi fără a fi vreodată adoptate. Printr-o lentilă sinceră, filmul surprinde luptele emoționale și morale ale salvatorilor, ajutând publicul să înțeleagă mai bine dificultatea și durerea implicate în munca de bunăstare a animalelor.

## Producție
Regizorul Au Cheuk-man este cunoscut pentru filmul său narativ Stand Up Story și a explorat anterior teme legate de animale în lucrarea sa din 2018, Paws Men. Paws Land marchează primul său documentar complet despre protecția animalelor, concentrându-se pe eforturile de salvare din prima linie. Folosind o abordare de filmare captivantă, el îi urmărește pe membrii adăpostului Paws Guardian Rescue, Kent și Jinny, în timp ce efectuează salvări de animale, oferă îngrijiri medicale și găsesc adăposturi pentru animale. Aceasta include misiuni de urgență, cum ar fi operațiunea de la gaterul Chi Kee din Kwu Tung.